# Negreaella
Negreaella is een geslacht van hooiwagens uit de familie Biantidae.
De wetenschappelijke naam Negreaella is voor het eerst geldig gepubliceerd door Avram in 1977. 

## Soorten
Negreaella omvat de volgende 5 soorten:
- Negreaella fundorai
- Negreaella palenquensis
- Negreaella rioindiocubanicola
- Negreaella vinai
- Negreaella yumuriensis